# ألان لي (لاعب كرة قدم)
الآن لي (بالإنجليزية: Alan Lee) (21 أغسطس 1978 بغالواي في جمهورية أيرلندا -) هو لاعب كرة قدم أيرلندي في مركز الهجوم. شارك مع منتخب جمهورية أيرلندا تحت 21 سنة لكرة القدم ومنتخب جمهورية أيرلندا لكرة القدم. أما مع النوادي، فقد لعب مع أستون فيلا وإيبسويتش تاون وبورت فايل وكارديف سيتي وكريستال بالاس ونادي بيرنلي ونادي روذرهام يونايتد ونورويتش سيتي وهدرسفيلد تاون ونادي توركي يونايتد.

## مسيرته الكروية
لعب الآن لي خلال مسيرته الاحترافية مع 10 أندية في ثلاثة وعشرون موسمًا وسجل خلالها 103 هدف ضمن 477 مباراة. ولم يفز بأي موسم بالكأس أو بالدوري.
خاض الآن لي مسيرته مع نادي أستون فيلا في موسم 1997–98 لمدة موسم واحد، لم يشارك في أي مباراة ولم يسجل أي هدف. ثم انتقل إلى نادي بورت فايل في موسم 1998–99 لمدة موسم واحد، حيث شارك في 11 مباراة سجل خلالها هدفين. لينتقل بعدها إلى نادي بيرنلي في موسم 1999–00 لمدة موسم واحد، مشاركًا في 15 مباراة ولم يسجل أي هدف. ثم انتقل إلى نادي روذرهام يونايتد في موسم 2000–01 ليلعب معه أربعة مواسم، مشاركًا في 107 مباراة سجل خلالها 37 هدفًا. هذا وانتقل لاحقًا إلى نادي كارديف سيتي في موسم 2003–04 واستمر معه طيلة ثلاثة مواسم، مشاركًا في 86 مباراة سجل خلالها 10 أهداف. ثم انتقل بعدها إلى نادي إيبسويتش تاون في موسم 2005–06 في المرة الأولى ليلعب معه أربعة مواسم ثم في موسم 2013–14 لمدة موسم واحد، مشاركًا طوالها في 103 مباراة سجل خلالها 31 هدفًا. ليعود وينتقل من جديد، لكن هذه المرة إلى نادي نورويتش سيتي في موسم 2008–09 لمدة موسم واحد، مشاركًا في 7 مباريات سجل خلالها هدفين. لينتقل بعدها إلى نادي كريستال بالاس في موسم 2009–10 ولمدة موسمين، مشاركًا في 61 مباراة سجل خلالها 10 أهداف. ثم لعب في نادي هدرسفيلد تاون في موسم 2010–11 واستمر معه طيلة ثلاثة مواسم، مشاركًا في 80 مباراة سجل خلالها 9 أهداف.

## وصلات خارجية
- ألان لي على موقع قاعدة بيانات كرة القدم.إي يو (الإنجليزية)
- ألان لي على موقع ناشيونال فوتبول تيمز (الإنجليزية)
- ألان لي على موقع Soccerbase.com (لاعب) (الإنجليزية)
- ألان لي على موقع Soccerway.com (الإنجليزية)